# Mir (cantante)
Bang Cheol-yong (hangul: 방철용 (); Bukha-myeon, Jangseong-gun, 10 de marzo de 1991), más conocido por su nombre artístico Mir, es un cantante, rapero, bailarín y actor surcoreano. Es miembro del grupo masculino MBLAQ. Se alistó en el ejército en 2016. Fue dado de baja en julio de 2018.

## Biografía
Mir nació en Bukha-myeon, Jangseong-gun, Corea del Sur.

## Carrera

### MBLAQ (2009-2015)
Mir es el rapero y miembro más joven del grupo MBLAQ. En 2011, Mir se lesionó y tuvo que someterse a una cirugía de disco espinal, pero llegó a actuar con el grupo después de estar inactivo debido a su lesión. Durante el tiempo que estuvo con MBLAQ, Mir escribió las letras de "You're my +" y "Can't Come Back" junto a G.O alrededor del año 2011.
En febrero de 2012, Mir compartió una foto en su Twitter de G.O trabajando muy duro en un nuevo álbum (BLAQ%Ver.) para MBLAQ. El 1 de marzo, MBLAQ comenzó sus promociones para Run en M! Countdown. También en 2012, Mir y G.O hicieron una canción llamada "Wild", cantada por ellos mismos, para su gira por Asia.
En 2013, Mir describió su canción Smoky Girl como una canción adictiva con una coreografía sexy durante el lanzamiento del álbum "Sexy Beat" durante una sesión de fotos para Cosmopolitan Korea.

### Actividades en solitario (2010-presente)
Durante la Copa Mundial de la FIFA 2010, MTV Corea creó un programa llamado Idol United, donde los miembros de grupos ídolos masculinos formaron un equipo de fútbol para competir contra otros equipos de fútbol. El equipo de catorce miembros estaba formado por miembros de U-KISS, ZE:A, F.Cuz y The Boss, y los miembros de MBLAQ eran Seungho, Lee Joon y Mir.

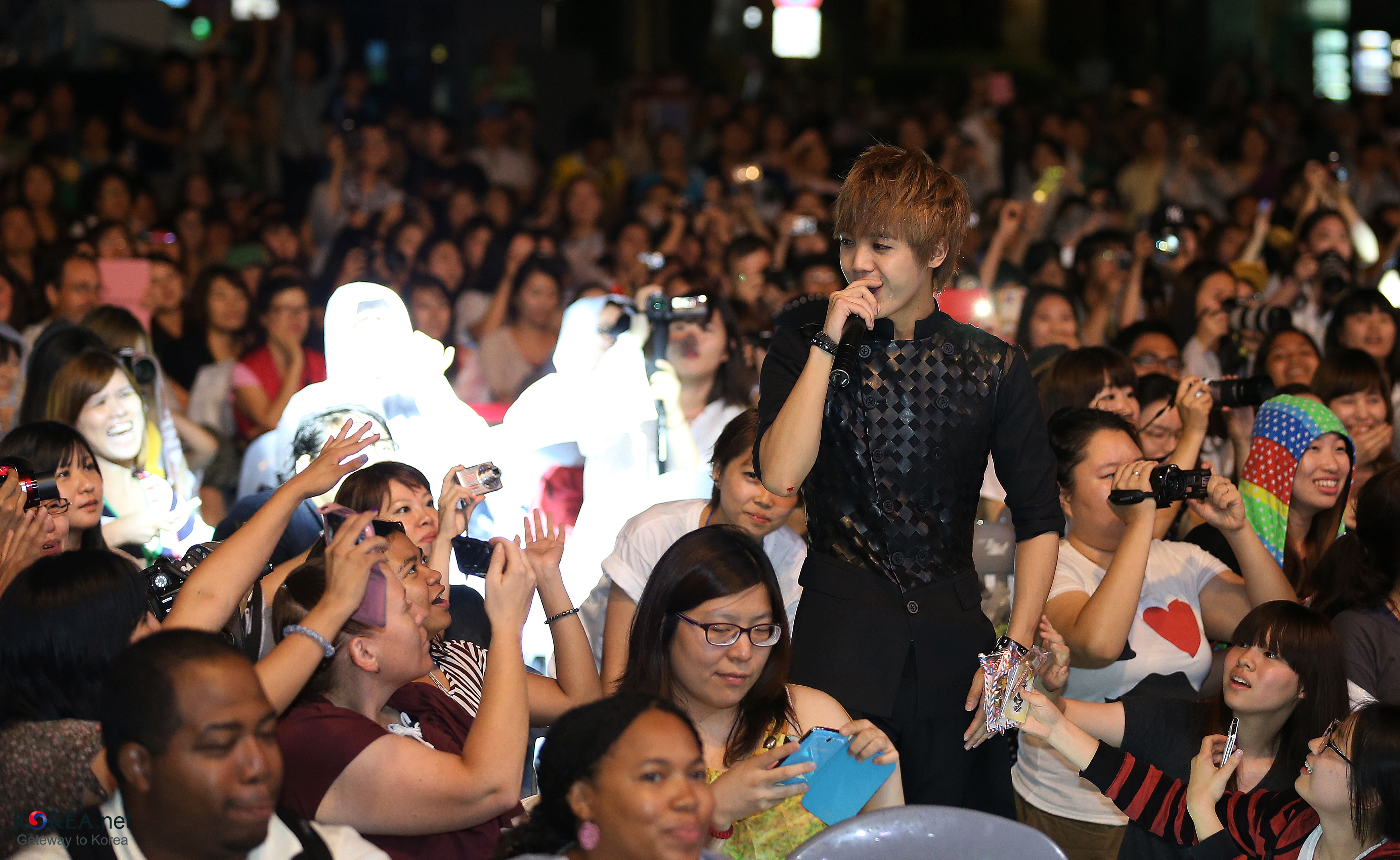
Mir en un concierto en 2013

El 21 de febrero de 2010, Mir apareció en la canción "Bad Person" del exmiembro de Baby Vox Re. V, Ahn Jin Kyung. Donde interpretó la canción en Inkigayo. El 19 de agosto de 2014, Mir dijo que estaba pensando en hacer un debut en solitario. Durante la misma época colaboró con Kan Mi-youn en la canción "Going Crazy", en la que también participó Lee Joon de MBLAQ. A partir del 14 de julio de 2016, Mir se alistó en el ejército. Esto fue una sorpresa para todos los fanáticos. Él comentó: "Lamento no haberlo podido decir antes. Ahora que se acerca el momento de que todos los hombres de Corea se alisten, eso también me hace pensar que este es el momento para mí. Espero que no os preocupéis ni os molestéis". Fue dado de baja en julio de 2018.

### Carrera actoral (2012-presente)
El 11 de noviembre de 2012, Mir estuvo en el reality show llamado The Romantic & Idol. Alrededor de 2012, estuvo en la segunda temporada de Law of the Jungle y era conocido como el tercer ídolo en participar en el programa. El 11 de agosto de 2015, Mir estuvo en el programa musical infantil llamado "The Fairies in My Arms", junto a Yang Ji-won de Spica y Sinb de GFriend como un héroe que salva a niños débiles.

## Vida personal
Sus hermanas son Go Eun-ah y Bang Hyo-sun, y sus padres son Han Sung-sook y Bang Ki-soon.

## Discografía

### En solitario
| Año  | Canción | Álbum              | Con |
| ---- | ------- | ------------------ | --- |
| 2012 | "Wild"  | Sencillo sin álbum | G.O |

### Colaboraaciones
| Año  | Canción                                          | Álbum               | Artistas      |
| ---- | ------------------------------------------------ | ------------------- | ------------- |
| 2010 | "Bad Person" (con Mir)                           | Sencillos sin álbum | Ahn Jin Kyung |
| 2010 | "Going Crazy" (con Mir y Lee Joon de MBLAQ)      | Sencillos sin álbum | Kan Mi-youn   |
| 2011 | "Even in My Dreams" (feat. Mir)                  | Sencillos sin álbum | G.O           |
| 2012 | "Do You Remember?" (con Mir y Lee Joon de MBLAQ) | Sencillos sin álbum | Kim Jo Han    |

### Bandas sonoras originales (OST)
| Año  | Canción                             | Álbumes                                  | Con |
| ---- | ----------------------------------- | ---------------------------------------- | --- |
| 2012 | "I Knew"                            | Strongest K-POP Star Survival OST Part 1 | G.O |
| 2012 | "Because It's Heaven (Winter Rain)" | The King of Dramas OST Part 4            | G.O |
| 2013 | "What a fool I am"                  | Iris II OST Part 5                       | G.O |

## Créditos de composición
| Año               | Álbum         | Canción                                                           |      |            |               |
| ----------------- | ------------- | ----------------------------------------------------------------- | ---- | ---------- | ------------- |
| Año               | Álbum         | Canción                                                           | 2011 | BLAQ Style | "You're My +" |
| "Can't Come Back" |               |                                                                   | 2011 | BLAQ Style |               |
| 2012              | BLAQ Memories | "You're My +" (Japanese Version)                                  |      |            |               |
| 2013              | Sexy Beat     | "R U OK?"                                                         |      |            |               |
| 2013              | Sexy Beat     | "Pretty Girl" (소녀)                                              |      |            |               |
| 2013              | Sexy Beat     | "Dress Up"                                                        |      |            |               |
| 2013              | Love Beat     | "Prayer" (기도 (NEW), preview on MBLAQ's Idol Manager Episode 11) |      |            |               |
| 2014              | Broken        | "Be a Man"                                                        |      |            |               |
| 2014              | Broken        | "Between Us"                                                      |      |            |               |
| 2014              | Broken        | "12 Months"                                                       |      |            |               |
| 2014              | Broken        | "Because There are Two"                                           |      |            |               |
| 2014              | Winter        | "Spring, Summer, Autumn And..."                                   |      |            |               |

## Filmografía

### Videos musicales
| Año  | Canción       | Artista/Grupo | Papel    |
| ---- | ------------- | ------------- | -------- |
| 2010 | "Bad Person"  | Ahn Jin Kyung | Él mismo |
| 2010 | "Going Crazy" | Kan Mi-youn   | Él mismo |

### Dramas
| Año  | Título                | Papel    |
| ---- | --------------------- | -------- |
| 2012 | "The Romantic & Idol" | Él mismo |

### Televisión
| Año  | Título                                | Notas    |
| ---- | ------------------------------------- | -------- |
| 2009 | "Idol Show"                           | Él mismo |
| 2012 | "KPOP Best Survival"                  | Él mismo |
| 2012 | Law of the Jungle in Amazon/Galapagos | Él mismo |
| 2013 | "Immortal Song 2"                     | Él mismo |
| 2015 | "The Fairies in My Arms”              | Él mismo |

### Actuaciones
| Fecha                 | Canción    | Con           | Título   |
| --------------------- | ---------- | ------------- | -------- |
| 21 de febrero de 2010 | Bad Person | Ahn Jin Kyung | Inkigayo |